# Shamosuchus
Shamosuchus (лат., буквально — крокодил из Шамо) — род вымерших крокодиломорф из семейства параллигаторид (Paralligatoridae), живших во времена верхнемеловой эпохи, с кампанского по маастрихтский века. Окаменелости Shamosuchus найдены в Монголии, Китае, России и, возможно, Узбекистане.

## Описание
Крокодиломорф длиной до 4 м, с широким ростром средней длины. Глазницы и носовые отверстия не приподняты над черепом, как у современных крокодилов, поэтому для дыхания животное полностью поднимало голову над водой. Такое строение черепа не свойственно засадному хищнику, что предполагает наличие в рационе Shamosuchus исключительно водных беспозвоночных. Зубы приспособлены для питания двустворчатыми, брюхоногими и прочими животными с раковинами или экзоскелетом. Род назвал Чарльз Муук в 1924 году.

## Классификация
К концу XX века были открыты семь видов Shamosuchus из Монголии и три из Узбекистана, включая и шесть видов, изначально отнесённых к роду Paralligator. Многие виды Shamosuchus демонстрировали сходство в размерах и строении черепа, но при этом большинство были описаны по фрагментарным останкам. Shamosuchus sungaricus Sun, 1958, Shamosuchus borealis Efimov, 1975 и Shamosuchus karakalpakensis Nesov et al., 1989 являются nomen dubium, в то время как Shamosuchus ancestralis Konzhukova, 1954, Shamosuchus ulgicus Efimov, 1981, Shamosuchus tersus Efimov, 1983 и Shamosuchus ulanicus Efimov, 1983 признаны синонимичными к Shamosuchus gradilifrons Konzhukova, 1954). В 2015 году Алан Тёрнер отнёс S. gradilifrons и Shamosuchus major Efimov, 1981 к роду Paralligator, признав монгольского Shamosuchus djadochtaensis единственным валидным видом в роде Shamosuchus.
Shamosuchus неопределённого вида найден в кампанском ярусе формации Iren Dabasu в Китае. Другой неописанный вид происходит из более поздних маастрихтских отложений формации Удурчукан, Амурская область, Россия.